# Simon Le Borgne
Simon Le Borgne, né le 21 décembre 1937 à Quimper et mort le 29 septembre 1997 à Brest (Finistère), est un coureur cycliste français. Professionnel de 1961 à 1963,, il a été équipier de Raymond Poulidor.

## Palmarès

### Par année
- 1956
  - 2e de l'Élan breton
- 1957
  - 3e de l'Élan breton
- 1959
  - Champion d'Oranie indépendants
- 1961
  - Tour de l'Aude
  - 2e étape du Tour du Nord
  - 2e du Trophée des grimpeurs
  - 3e du Tour du Var
  - 3e du Manx Trophy
- 1962
  - 3e de Circuit de l'Armel

### Résultats sur les grands tours

#### Tour de France
1 participation
- 1963 : abandon (3e étape)